# Notre-Dame-du-Mont (Marsiglia)
Notre-Dame-du-Mont è un quartiere di Marsiglia situato nel VI arrondissement. Prende il nome dalla chiesa omonima.